# USS O'Bannon (DD-177)
USS O'Bannon (DD-177) là một tàu khu trục thuộc lớp Wickes của Hải quân Hoa Kỳ trong giai đoạn Chiến tranh Thế giới thứ nhất. Nó là chiếc tàu chiến đầu tiên của Hải quân Hoa Kỳ được đặt tên theo Presley O'Bannon (1784–1850), một sĩ quan Thủy quân Lục chiến, anh hùng trong trận Derna.

## Thiết kế và chế tạo
O'Bannon được đặt lườn vào ngày 12 tháng 11 năm 1918 tại xưởng tàu của hãng Union Iron Works ở San Francisco, California. Nó được hạ thủy vào ngày 28 tháng 2 năm 1919, được đỡ đầu bởi bà Henry O'Bannon Cooper, và được đưa ra hoạt động tại San Francisco vào ngày 27 tháng 8 năm 1919 dưới quyền chỉ huy của Hạm trưởng, Trung úy Hải quân Robert F. Gross.

## Lịch sử hoạt động
O'Bannon khởi hành từ San Diego, California để thực tập và huấn luyện dọc theo bờ biển California và vùng biển Hawaii trong suốt quảng đời phục vụ. Vào mùa Xuân năm 1920, nó tiến hành các cuộc thử nghiệm ngư lôi, rồi được đặt trong tình trạng dự bị từ tháng 6 cho đến tháng 11, khi nó quay lại nhiệm vụ huấn luyện. O'Bannon được cho xuất biên chế tại San Diego vào ngày 27 tháng 5 năm 1922; tên nó được rút khỏi danh sách Đăng bạ Hải quân vào ngày 19 tháng 5 năm 1936, và lườn tàu bị bán để tháo dỡ vào ngày 29 tháng 9 năm 1936.